# Mevlan Murati
Mevlan Murati (mac. Мевљан Мурати; ur. 5 marca 1994 w Tetowie) – północnomacedoński i albański piłkarz. Członek macedońskich reprezentacji U-17, U-19 i U-21 oraz albańskiej reprezentacji U-21.